# Lubomyr Iwanski
Lubomyr Mychajłowycz Iwanski (ukr. Любомир Михайлович Іванський, ros. Любомир Михайлович Иванский, ur. 11 stycznia 1983 we Lwowie) – ukraiński piłkarz występujący na pozycji obrońcy.

## Kariera klubowa
Lubomyr Iwanski zaczynał karierę w rodzinnym Lwowie w szkółce piłkarskiej Karpat Lwów. W 1999 roku został on włączony do kadry drugiego zespołu, dwa lata później zadebiutował w Premier-lidze w przegranym 0:4 wyjazdowym meczu z CSKA Kijów. Ogółem rozegrał on dla Karpat 15 spotkań na poziomie pierwszej i drugiej ligi, większość czasu spędzając w drużynie Karpat-2 Lwów. Przed sezonem 2005/2006 Iwanski przeniósł się do Obołoni Kijów, gdzie występował przez półtora roku. Gdy został przesunięty do trzecioligowych rezerw postanowił odejść z klubu.
Na początku 2007 roku, po pozytywnym zaliczeniu testów, Lubomyr Iwanski podpisał kontrakt z Wisła Płock. Debiut w I lidze zaliczył 3 marca w zremisowanym 1:1 meczu przeciwko Lechowi Poznań. Po zakończeniu sezonu Wisła spadła do II ligi i postanowiono rozwiązać z nim kontrakt.
Lubomyr Iwanski przeniósł się do Stali Ałczewsk, potem był piłkarzem Komunalnyku Ługańsk oraz Arsenału Biała Cerkiew, z którym wywalczył awans do drugiej ligi. Jesienią 2010 roku podpisał on kontrakt z występującą w II lidze Resovią Rzeszów. Jego debiut miał miejsce w wygranym 4:0 wyjazdowym meczu z Wisłą Płock. W lutym 2011 rozwiązano z nim kontrakt za porozumieniem stron. Kolejnymi klubami w których występował Iwanski były Karpaty Kamionka Bużańska i Desna Czernihów. Od 2012 roku jest on zawodnikiem Ruchu Wynnyky.

## Kariera reprezentacyjna
Lubomyr Iwanski będąc piłkarzem Karpat Lwów rozegrał 70 spotkań w juniorskich i młodzieżowych kadrach Ukrainy, w tym czterokrotnie wystąpił w reprezentacji U-21.